# Англо-турецкие договоры
Англо-турецкие договоры — двусторонние договоры между Великобританией и Османской империей, заключенные в 1799, 1809 и 1878 годах.
1) Договор 1799 года был подписан 5 января в Стамбуле. Оформил присоединение Великобритании к русско-турецкому союзу и вступление Турции во 2-ю антифранцузскую коалицию. Предусматривал осуществление совместных операций против Франции в Египте и на Средиземном море во время Египетской экспедиции в 1798—1801 годах. 
2) Договор 1809 года (так называемый «Дарданелльский мир») был подписан 5 января на британском военном корабле. Завершил Англо-турецкую войну 1807—1809 годов. В соответствии с договором прекращались военные действия, производился обмен пленными и обоюдный возврат захваченного во время войны имущества. Договор подтверждал режим капитуляций и старый таможенный тариф. Султан обязывался держать черноморские проливы закрытыми для военных кораблей любой иностранной державы, что особенно задевало интересы России. 
3) Договор 1878 года (так называемая «Кипрская конвенция») — тайный договор «об оборонительном союзе» был подписан 4 июня в Стамбуле перед открытием Берлинского конгресса в 1878 году. Великобритания обязалась помочь султану «силой оружия» в случае, если Россия, удержав за собой Ардаган, Батум и Карс, перешедшие к ней в Русско-турецкой войне 1877—1878 годов, сделает новые попытки территориальных приобретений в Малой Азии. Взамен Турция дала согласие на оккупацию Великобританией Кипра. Был аннулирован Великобританией 5 ноября 1914 года в связи с аннексией Кипра. 

## Публикации
- Ключников Ю., Сабанин А. Международная политика новейшего времени в договорах, нотах и декларациях. — Ч. 1. — М., 1925.